# Storia del Capo di Buona Speranza

Mappa della penisola del Capo nel 1888

La storia del capo di Buona Speranza rappresenta una parte centrale della storia del Sudafrica. La penisola del Capo fu l'area in cui i primi europei si stabilirono, e Città del Capo la prima città del Sudafrica.

## Prima dell'arrivo degli europei
Si ritiene che la costa meridionale del Sudafrica sia stata popolata almeno dal 200.000 a.C.; reperti come strumenti e frammenti di ossa, risalenti a questo periodo, sono state trovate per esempio a Langebaan. In epoca successiva giunsero qui i khoikhoi, un popolo di nomadi dediti all'allevamento e provenienti dal Botswana, e i San, cacciatori-raccoglitori. Nei secoli, i due gruppi etnici si mescolarono, dando origine al gruppo dei Khoisan. Può darsi (ma è oggetto di dibattito) che nei pressi della penisola del Capo siano giunti i fenici e forse gli arabi provenienti dal Nordafrica, ma certamente non vi si insediarono, limitandosi a doppiare il capo passando dall'Oceano Indiano all'Atlantico o viceversa.

## L'esplorazione portoghese
I primi europei furono i portoghesi, che da cinquant'anni stavano cercando una via marittima verso le Indie. Diego Cara giunse fino in Namibia; Bartolomeu Dias si spinse oltre, arrivando al capo di Buona Speranza nel 1487. Mentre passava il capo Dias fu travolto da una tempesta che lo spinse verso est, portandolo all'approdo nella zona dell'odierna Mossel Bay. Per questo motivo Dias battezzò inizialmente il capo Cabo das Tormentas, "Capo delle Tempeste". Fu il re Giovanni II di Portogallo a ribattezzare il capo Cabo da Boa Esperança, con riferimento alle interessanti prospettive commerciali che nascevano dalla sua scoperta. Il nome dato da Dias era forse più appropriato, dato che lo scontro di correnti provenienti dall'Oceano Indiano e dall'Oceano Atlantico in questa zona rende le acque particolarmente pericolose per la navigazione. Dias non si spinse fino alle Indie; giunse fino all'altezza dell'odierna Port Elizabeth e poi tornò indietro, morendo in un naufragio proprio in seguito a un'altra tempesta infuriata ancora nei pressi del capo (1500).
Fu Vasco da Gama, inviato ancora da Giovanni II nel 1497, a portare a termine per la prima volta il tragitto verso le Indie, in un viaggio che ridisegnò le mappe del mondo medioevali con effetti paragonabili solo a quelli della scoperta delle Americhe (all'epoca era piuttosto diffusa, tra l'altro, la convinzione che l'Oceano Indiano fosse un mare interno, e che la punta meridionale dell'Africa e quella dell'Asia si toccassero). Della missione di de Gama parla un poema epico di Luís de Camões del 1572, in cui il viaggio dell'esploratore portoghese viene reinterpretato con riferimenti alla mitologia greca e romana. Nel poema, il capo diventa Adamastore, un gigante trasformato in roccia come punizione per il suo amore per Teti, sposa di Peleo.
Pur avendo doppiato il capo, i portoghesi non costruirono insediamenti nella zona; data la pericolosità delle acque all'estremo sud del continente, preferirono utilizzare come scali l'isola di Sant'Elena e il Mozambico.

## L'insediamento olandese

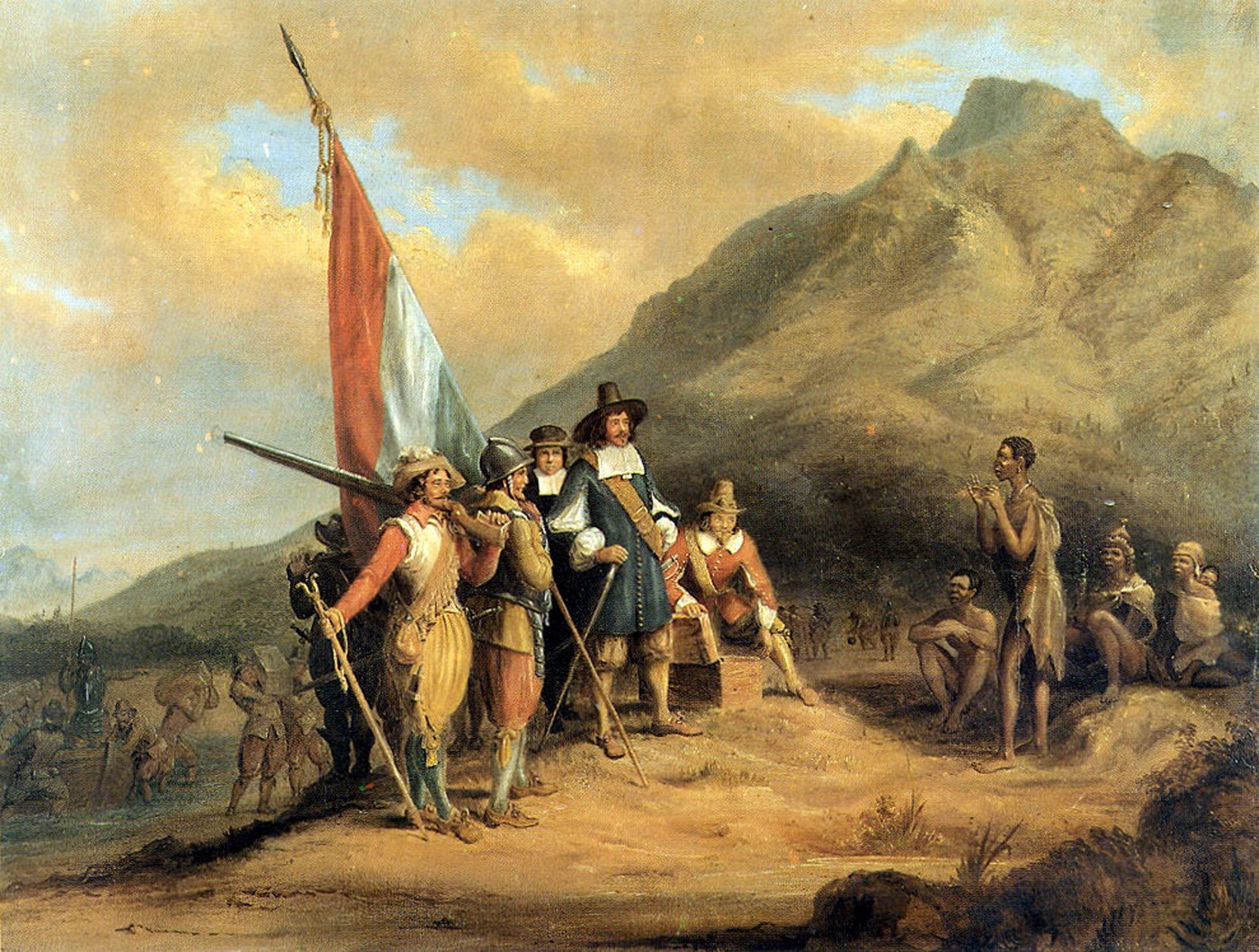
Lo sbarco di Jan van Riebeeck nella penisola del Capo

I primi insediamenti nella penisola del Capo si devono alla Compagnia olandese delle Indie orientali (Vereenigde Oost-Indische Compagnie, VOC): il 6 aprile 1652 Jan van Riebeeck creò il primo scalo di rifornimento per le navi della VOC a Table Bay. Questo primo insediamento, chiamato in seguito Kaapstad, fu il primo nucleo della moderna Città del Capo.
I coloni insediatisi prima sulla baia e poi nell'entroterra (in quella che venne chiamata la Colonia del Capo in olandese Kaapkolonie) riuscirono a stabilire rapporti pacifici con le popolazioni locali khoisan. La colonia crebbe rapidamente; un'ondata importante di immigrazione di coloni dall'Europa ebbe luogo nel 1687, quando il governo olandese inviò nella zona un gruppo di Ugonotti rifugiatisi nei Paesi Bassi dalla Francia per sfuggire alla persecuzione religiosa. I coloni furono chiamati boeri (boeer), da "contadini".
La VOC importò schiavi dal Madagascar, dall'India, da Ceylon, dalla Malaysia e dall'Indonesia, per gestire la cronica carenza di manodopera della colonia. Col tempo, gli schiavi si mischiarono anche con i Khoisan. I discendenti di queste unioni formano la base di partenza dell'odierna popolazione di colore della città, e spiegano le caratteristiche uniche della parte di popolazione detta cape coloured.
Sotto l'amministrazione della VOC, la regione fu esplorata e colonizzata da popolazione europea di origini olandesi e tedesche ed il territorio (Kolonie van Zvid Afrika) fu organizzato in alcune province o governatorati:
- Kaapstadt (1658): Città del Capo, Vredenburg, Simonstadt (1740), Fort Goede Hoop (1666), Saldanha
- Zwellendam, sede della Compagnia olandese, Heidelberg, Bredasdorp
- Drankenstein (1682): Stellenbosch, Paarl, Piquetberg
- Graaf Reinet (1786): Kalitzdorp, Oudtshoorn, Harten, Jugersbosch, Uitenhage, Oranje, Costantia

## Occupazione britannica

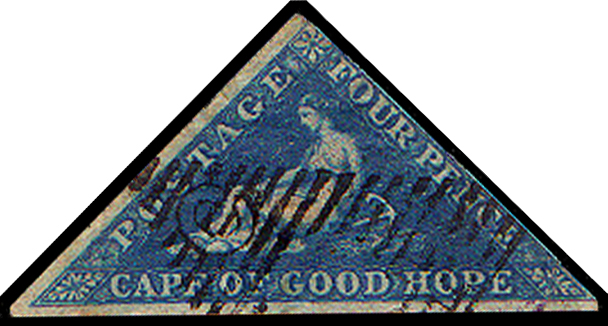
Francobollo della Colonia del Capo britannica

Alla fine del XVIII secolo, i successi di Napoleone Bonaparte e il declino dei Paesi Bassi come potenza europea spinsero gli inglesi a occupare la Colonia (1795) allo scopo di prevenire un'aggressione francese. La VOC cessò formalmente di esistere per bancarotta nel 1799; subito prima, cedette tutti i propri possedimenti alla Repubblica Batava. Gli inglesi restituirono la colonia alla neonata Repubblica nel 1803, ma nel 1806 tornarono a invaderla, vincendo la resistenza olandese e boera nella battaglia di Blaauwberg a Bloubergstrand, 25 km a nord di Città del Capo, nel 1806.
La zona del capo venne ceduta definitivamente ai britannici con il trattato anglo-olandese del 13 agosto 1814 e da quel momento amministrata col nome di Cape Colony. L'occupazione inglese creò numerosi motivi di insoddisfazione per i coloni boeri (uno fra tutti, l'abolizione della schiavitù nel 1808 e la conseguente emancipazione degli schiavi nel 1833). Durante i primi anni dell'occupazione britannica, moltissimi coloni lasciarono il capo per spingersi all'interno come pionieri, dando luogo al fenomeno dei cosiddetti Voortrekker.

## L'imperialismo britannico

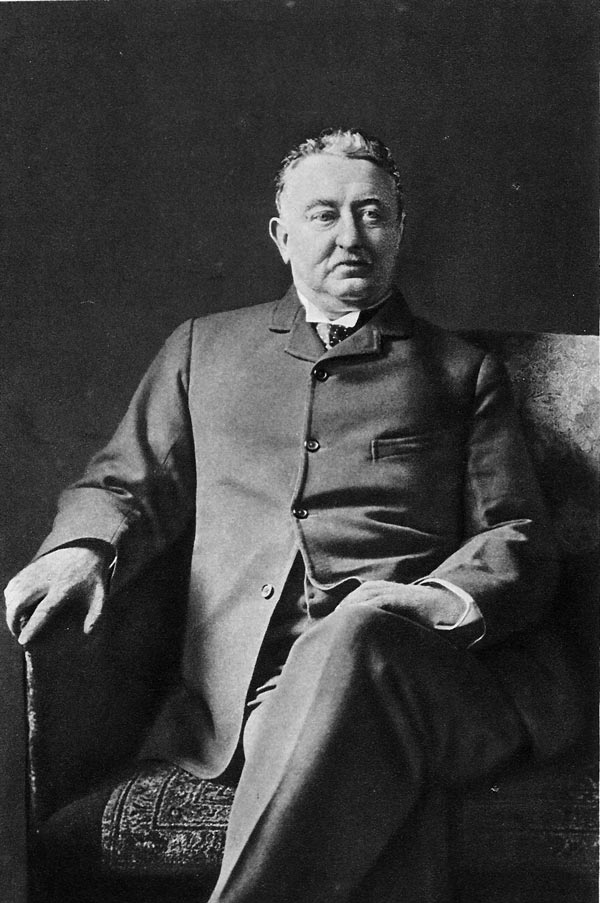
Cecil Rhodes fu un fautore dell'imperialismo britannico in Sudafrica

Già precedentemente all'occupazione britannica, i coloni boeri si erano gradualmente espansi verso est, fino a giungere al Fish River, dove erano entrati a contatto con la popolazione Xhosa. Gli Xhosa erano allevatori e non avevano alcuna intenzione di cedere i propri pascoli ai boeri, e l'attrito fra i due gruppi diede luogo a una serie di cosiddette guerre della Frontiera del Capo. Entrati in possesso della Colonia, gli inglesi ripresero con maggior vigore questo movimento espansionistico, ai danni sia dei popoli indigeni del nord-est (Xhosa e Zulu) sia, fra la fine del XIX secolo e l'inizio del XX delle repubbliche fondate dai Voortrekker nel Nord. L'imperialismo britannico in Sudafrica fu alimentato dalla scoperta dei grandi giacimenti d'oro e diamanti nell'Highveld; una figura centrale di questa fase storica fu Cecil Rhodes, magnate dell'estrazione mineraria, sostenitore della politica di espansione dell'Impero britannico, e primo ministro della Colonia del Capo dal 1890 al 1896.

## L'Unione sudafricana e l'apartheid

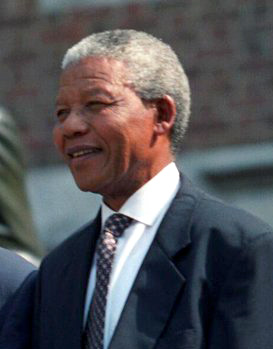
Nelson Mandela fece il suo primo discorso dopo la scarcerazione a Città del Capo

Nel 1910, dopo che gli inglesi avevano avuto ragione della resistenza boera nel nord, il Sudafrica unificato divenne un dominion del Commonwealth, col nome Unione sudafricana, e la Colonia del Capo divenne la "Provincia del Capo di Buona Speranza" (Cape of Good Hope Province, o semplicemente Cape Province). La provincia in realtà includeva molto più che non la penisola del Capo; il suo territorio di allora sarebbe stato in seguito suddiviso in quelle che oggi sono le province del Capo Occidentale, del Capo Orientale e del Capo Settentrionale.
Come nel resto del Sudafrica, anche nella zona del Capo la prima metà del XX secolo vide l'emergere della politica dell'apartheid. Un primo esempio di segregazione si era avuto già nel 1901, anno in cui, a seguito di un'epidemia di peste bubbonica, il governo aveva deciso di confinare i neri di Città del Capo in due aree, una vicino al porto e una a Ndabeni, sul fianco ovest della montagna della Tavola. A questa prima segregazione si può far risalire l'origine di quelle che ancora oggi sono le township (i quartieri neri) di Cape Flats. L'istituzione formale dell'apartheid nel 1948 trasformò questi ghetti in veri e propri centri di segregazione. Nel frattempo, il governo tentò di sopprimere con la forza la resistenza nera al regime dell'apartheid e in particolare il fenomeno delle città occupate dai neri, come Crossroads. Nell'ultima azione di polizia contro gli occupanti di Crossroads, tra maggio e giugno 1986, si stima che 70.000 persone siano state scacciate dalle loro case e centinaia uccise; nonostante questo, Crossroads non cedette.
Poche ore dopo essere stato rilasciato di prigione, l'11 febbraio 1990, Nelson Mandela fece il suo primo discorso pubblico in decenni dalla balconata del Municipio di Città del Capo, annunciando l'inizio di una nuova era per il Sudafrica.